# Alfoz (Lugo)
Alfoz é um concelho galego situado na província de Lugo, pertencente à comarca da Marinha Central. O seu gentílico é alfocês ou alfocense.

## Geografia

### Situação
O concelho tem uma superfície de 78 km². Limita ao norte com o concelho de Foz, ao leste com o de Mondonhedo, ao sul com o de Abadim e ao noroeste com o do Valadouro.

### Orografia
Na geografia de Alfoz há três partes principais: no sul, uma zona montanhosa em que estão as serras de Toxiza e do Gistral (com uma altitude máxima de 1.046 m.); a segunda zona corresponde com o vale do rio Ouro, com terras férteis e abundantes precipitações; e, entre as duas anteriores, uma zona de transição onde as altitudes descem por debaixo dos 250 m.
A altitude meia varia entre os 180-200 m. de Lagoa e de Mor, até os montes Leboreiro con 672 m., o Pico da Pena Muneite (674 m.) ou monte Queimado (763 m.). Outras cumes são a Pena do Boi (600 m.), o Arnela (452 m.), A Frouxeira (427 m.), Pedrouço (588 m.), Pico da Pedra (637 m.), Pico Silhoso (574 m.) e Tábua do Souto (354 m.).

### Hidrografia
O rio Ouro nasce na Serra do Gistral. Afluentes seus são o Beloi, o Covas, o rio de Ferreira e o Vau. 

### Clima
O clima é suave pela situação de abrigo que apresenta o município respeito aos ventos reinantes. As temperaturas oscilam entre os 17 °C no mês mais caloroso e os 7,5 °C nos mais frios. Este clima benigno favorece a vegetação dos seus vales, onde predominam as espécies de repovoação, como o pinheiro e o eucalipto.

### Demografia
O concelho de Alfoz tem 1.946 habitantes segundo o censo do 2013, e um movimento demográfico regressivo desde o censo de 1900. A densidade de povoação situa-se en 2012 nos 25,92 hab./km². A taxa de natalidade é baixa (inferior ao seis por mil) e a taxa de mortalidade é alta (superior ao 12 por mil). Por tanto, o crescimento vegetativo é negativo e a população sofre um progressivo envelhecimento, em que o 36,33 % dos habitantes são maiores de 65 anos.
| Censo total (habitantes) | 1.946           |
| Menores de 15 anos       | 142 (7,3 %)     |
| Entre 15 e 64 anos       | 1.097 (56,37 %) |
| Maiores de 65 anos       | 707 (36,33 %)   |

| Evolução da povoação de Alfoz |       |       |       |       |       |       |       |       |       |
| 1900 | 1930  | 1950  | 1960  | 1981  | 1991  | 1995  | 2001  | 2003  | 2004  |
| 3.713 | 3.639 | 4.011 | 3.708 | 2.858 | 2.645 | 2.654 | 2.382 | 2.348 | 2.312 |
| Fontes: INE e IGE (Os critérios de registo no censo variaram entre 1900 e 2004, e os dados do INE e do IGE podem não coincidir). |       |       |       |       |       |       |       |       |       |

## Cultura

### Toponímia
A hipótese mais empregada é que o nome pudesse proceder do árabe al-hawuz, que em galego medieval denominava o território sobre o que tinha jurisdição uma vila ou uma cidade.

### Património

#### Património arqueológico
Vestígios arqueológicos: Pena Abaladoira no Pereiro.

#### Património arquitetónico
Dentro da arquitetura religiosa existem neste concelho bons exemplos:
- Os templos románicos das igrejas de Santiago de Adelam (século XII).
- O gótico está presente na Igreja de São Salvador do Castro de Ouro (século XV).
- Já pertencentes ao século XVIII, a igreja de Santa Maria de Bacoi, a Capela dos Remédios, a igreja de São Vicente da Lagoa (século XVIII, mas há documentos que a datam antes do ano 747), igreja de Santa Maria do Pereiro, igreja de São Sebastião de Carvalhido, capela de São Rosendo no Coto (século XVIII) etc.
- Cruzeiros: os Cruzeiros de Azevinho, Cruzeiro de Arnela, Cruzeiro da Cagigueira, Cruzeiro de Faião e Cruzeiro do Outeiro.

Com respeito à arquitetura civil há numerosos paços e casas grandes:
- Paços: Paço do Rizal (atualmente habitado), Paço de Carvalhido, Paço de Basanta (século XIV), Paço de Alhegue (século XVIII), Casa do Paço em Adelam, Paço da Escoura, Paço de Carrocide (século XVIII), casa grande de Cadeirido.
- Muínhos: Muínho do Paço em Carvalhido, muínho de Damião em Bacoi e o muínho de Salvaterra em Adelam

Menções aparte merecem, tanto pela sua importáncia histórica como pela artística, o castelo de Castro de Ouro e a Torre de Adelán.

### Etnografia

#### Festas e celebrações
Feiras:
- Feira do 13 em Castro de Ouro (Já não se celebra. Celebrava-se no dia 13 de cada mês).
- Feira de Correlos.
- Feira do Santiago em Lagoa (o dia 25 de julho).

Festas e romarias:
- Santiago em Lagoa (o 25 de julho).
- São Cristovo em Mor (o primeiro domingo de agosto).
- São Pedro (nos dias 29 e 30 de junho).
- Nossa Senhora de Bacoi (último domingo de julho).
- São Sebastião em Carvalhido (19 e 20 de janeiro).
- A rapa das bestas em O Pereiro-Guilfonso (mediados de junho).
- A Festa da Malha, que se celebra na Finca Galeia.
- Mercado Medieval de Alfoz, (celebrado no Castro de Ouro, nos arredores do Castelo de Pardo de Cela.

#### Artesanato
O artesanato está representado na tradicional confeição das típicas zocas e na elaboração de cestaria. Na parróquia de Lagoa tem o seu talher um dos zoqueiros mais importantes do território galego, Alberto Geada, quem dispom duma exposição das suas criações no Museu da Zoca, no concelho vizinho de Mondonhedo. O seu modelo "Zoca Geada Fashion" foi presentado na semana da moda Mercedes Benz Madrid Fashion Week no ano 2014. 

## Economia

### Setor primário
Nos últimos tempos, as explorações agrárias são orientadas ao autoconsumo.

#### Agricultura
Os principais cultivos são: milho, patacas, trigo e produtos hortofrutícolas alternados com os prados. 

#### Pecuária
No setor pecuário: gado bovino (para a produção láctea) e porcino, todos eles em pequenas explorações. Há também umas 1500 cabeças de gado cavalar, a maior parte em estado selvagem.

#### Silvicultura
A industria madeireira é actualmente o principal recurso económico deste concelho debido à saa importante superficie arbórea, sobre tudo de pinheiro e eucalipto.    

### Indústria
Outras empresas transcendentes são as relacionadas com a construção, os transformados metálicos, a montagem de carroçarias e a extração e processado mineral. 
Atualmente, desapareceu quase por completo a industria téxtil, que no século XVIII compreendia 99 teares que fabricavam varas de lenço para vender fora da Galiza. Porém, ainda continuam ativas várias costureiras repartidas por todo o concelho, algumas com afamada reputação e cuja clientela se estende internacionalmente além do território galego, como a modista Marisa Soares no Castro de Ouro.

### Turismo
O turismo, apesar não estar muito explotado, é uma parte importante do concelho. Lugares de interesse turístico são:
- Torre Fortaleza do Marechal Pardo de Cela no Castro de Ouro.
- Paço de Carrocide.
- A Ponte Velha, ponte medieval sitada na Seara.
- Finca Galeia.
- Fraga Velha.
- Pico da Frouxeira, desde onde se pode contemplar uma vista panorâmica espetacular dos concelhos de Alfoz, Foz e O Valadouro.

## Desporto
Dentro das múltiplas atividades culturais e desportivas que se podem realizar neste concelho destacam as rotas de passeio, como por ejemplo a Rota Pardo de Cela, que percorre todos os lugares da Marinha vinculados com o marechal Pardo de Cela.
O ciclismo, tanto de rota como de montanha é um dos desportos emergentes no concelho nos últimos anos devido às boas qualidades do solo, atraendo ciclistas doutras localidades próximas.
O equipo de fútebol local, o Clube Deportivo Alfoz, compete atualmente na Segunda Divisão Autonómica, logo de descer de categoria na tempada 2013-2014. Disputa os seus partidos como local no Campo de fútebol Municipal de Alfoz, inaugurado o 2 de agosto de 1981.